# كاي بويل
كاي بويل (بالإنجليزية: Kay Boyle)‏‏ (18 فبراير 1902 في سانت باول، مينيسوتا - 27 ديسمبر 1992 في مل فالي) شاعرة، ومؤلفة، وروائية، وصحفية، وكاتِبة من الولايات المتحدة.

## نشأتها
وُلدت بويل حفيدةً لناشر في سانت بول، مينيسوتا، ونشأت في عدة مدن كانت من بينها في الدرجة الأولى مدينة سينسيناتي في أوهايو. كان والدها، هاورد بيترسون بويل، محاميًا، غير أنها تأثرت أشد التأثر بوالدتها، كاثرين إيفانز، وهي أديبة وناشطة اجتماعية آمنت أن الأثرياء ملزمون بمساعدة الأقل حظًا من الناحية المادية. وفي السنوات اللاحقة، ناصرت كاي بويل الاندماج والحقوق المدنية، وأيدت حظر الأسلحة النووية وانسحاب أمريكا من حرب فيتنام.
تلقت بويل تعليمها في مدرسة شيبلي الحصرية في برين مور، بنسيلفانيا، ثم درست العمارة في معهد أوهايو للميكانيك في سينسيناتي. وبسبب اهتمامها بالفنون، درست آلة الكمان في معهد سينسيناتي الموسيقي قبل أن تستقر في مدينة نيويورك عام 1922 حيث وجدت عملًا بوظيفة كاتبة ومحررة لدى مجلة صغيرة.

## زيجاتها وحياتها الأسرية
في ذلك العام نفسه، التقت بطالب تبادل فرنسي، هو ريشاردش برولت، وتزوجت منه، ثم انتقلا للعيش في فرنسا عام 1923، ونتج عن ذلك إقامتها في أوروبا لمعظم السنوات العشرين التالية. وإذ انفصلت عن زوجها، أقامت علاقة مع المحرر الصحفي إرنست والش، وأنجبت منه ابنة سُميت شارون تيمنًا بوردة شارون، في مارس 1927، بعد خمسة أشهر من وفاة والش بالسل في أكتوبر 1926.
في عام 1928، التقت بلورنس فيل، الذي كان آنذاك متزوجًا من بيغي غوغنهايم. عاشت بويل وفيل سويةً منذ عام 1929 حتى عام 1932، حين تزوجا بعد طلاقه. أنجبت ثلاثة أولاد آخرين من فيل: بناتها آبل جون في عام 1929 وكيث في عام 1934 وكلوفر في عام 1939. خلال السنوات التي قضتها في فرنسا، ارتبط اسم بويل بعدة مجلات أدبية إبداعية وأقامت صداقات مع العديد من الكتّاب والفنانين الذين كانوا يعيشون في باريس قرب مونتبارناس. وكان من بين أصدقائها هاري وكاريس كروسبي، اللذان كانا يملكان دار بلاك صن بريس للطباعة والنشر، ونشرا أول أعمالها السردية، وهي مجموعة حملت عنوان قصص قصيرة. وتوثقت أواصر الصداقة بين الثلاثة إلى درجة أن هاري كروسبي أقدم في عام 1928 على تصريف بعض إيرادات الأسهم المالية ليساعد بويل على دفع أتعاب عملية إجهاض. ويُذكر من بين أصدقائها الآخرين يوجين وماريا جولاس. كتبت بويل أيضًا لصالح مجلة ترانزيشن، التي كانت واحدة من أكثر المنشورات الأدبية تفوقًا في عصرها. وبوصفها شاعرةً إلى جانب كونها روائية، كثيرًا ما عكست كتاباتها الأولى بحثها الذي امتد طوال حياتها عن الحب الحقيقي، إضافة إلى اهتمامها بالعلاقات القائمة على القوة بين الرجال والنساء. وفازت قصص بويل القصيرة بجائزة أو. هنري مرتين.
في عام 1936، كتبت رواية موت رجل، وكانت هذه الرواية بمثابة هجوم على خطر النازية المتنامي. وفي عام 1943، عقب طلاقها من لورنس فيل، تزوجت من بارون جوزيف فون فرانكنشتاين، الذي أنجبت منه طفلين اثنين هما فيث في عام 1942 وإيان في عام 1943. وبعد سكنها في فرنسا والنمسا وإنجلترا، وفي ألمانيا عقب الحرب العالمية الثانية، عادت بويل إلى الولايات المتحدة.

## الجوائز
- زمالة غوغنهايم
- جائزة أوليفر هنري [الإنجليزية]‏

## روابط خارجية
- كاي بويل على موقع IMDb (الإنجليزية)
- كاي بويل على موقع الموسوعة البريطانية (الإنجليزية)
- كاي بويل على موقع إن إن دي بي (الإنجليزية)
- كاي بويل على موقع قاعدة بيانات الفيلم (الإنجليزية)